# Anna Thynne

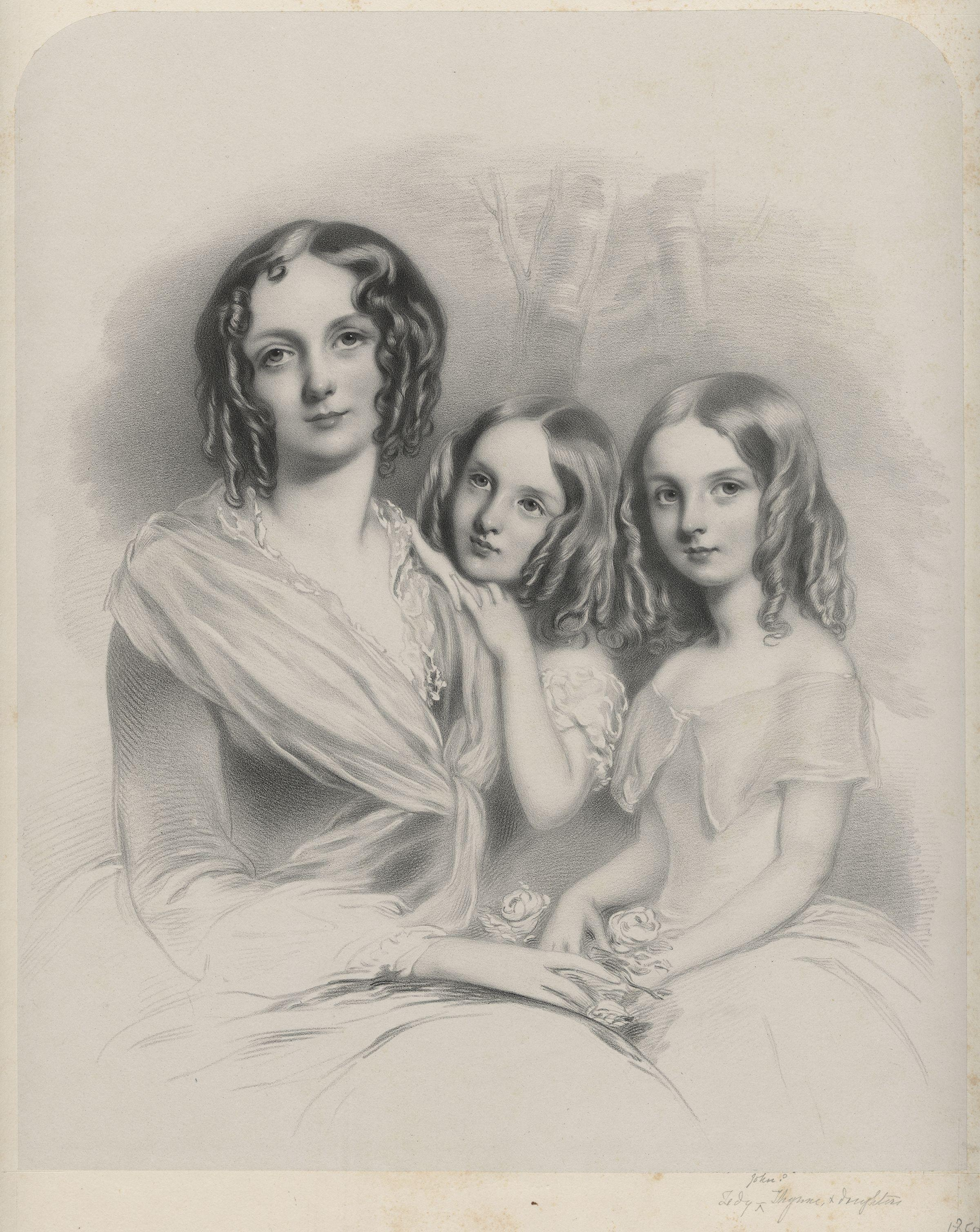
Anna Constantia Thynne mit Töchtern Selina und Emily

Anna Constantia Thynne, Lady John Thynne (geborene Beresford; * 1806 in Bedfordshire; † 22. April 1866) war eine britische Meeresbiologin. Sie gilt als Erfinderin des Meeresaquariums: Im Jahr 1846 erbaute sie das erste stabile, dauerhafte Meeresaquarium, in dem sie über drei Jahre hinweg Korallen und Schwämme hielt.

## Leben und Arbeiten
Lady John Thynnes erste Liebe galt der Geologie, als sie aber im Jahr 1846 das erste Mal auf ein Madrepore (eine Art von steiniger Koralle) stieß, war sie fasziniert von etwas, das wie ein Stein aussah, aber ein lebendiges Wesen war. Sie wollte Proben von Torquay zu ihrem Zuhause in London mitnehmen und befestigte die Madreporen mit Nadel und Faden an einem Schwamm in einem Steinglas. Anschließend übertrug sie diese in eine Glasschale und wechselte alle zwei Tage das Wasser. Da sie nicht genügend Nachschub an Meerwasser hatte, um es weiter regelmäßig zu ersetzen, begann sie es zu belüften, indem sie das Wasser zwischen Gefäßen vor einem offenen Fenster austauschte, eine Aufgabe, die normalerweise von ihrer Dienerin erledigt wurde.
Im folgenden Jahr 1847 fügte sie Meerespflanzen zu den Schalen hinzu und hatte innerhalb von zwei Jahren das erste ausgewogene Meeresaquarium geschaffen.
Im Jahre 1859, veröffentlichte sie dann ihr erstes Werk "Increase of the Madrepores" im Buch The Annals and Magazine of Natural History. Darin beschreibt sie ihre Arbeit mit den Madreporen und wie sie das erste Meeresaquarium kreierte.
Thynnes Arbeit inspirierte Philip Henry Gosse, der im Jahr 1853 das Fischhaus im Londoner Zoo entwickelte.
Sie war mit Lord John Thynne (1798–1881) verheiratet, einem Kanoniker und Unterdekan der Westminster Abbey und dem dritten Sohn von Thomas Thynne, 2. Marquess of Bath. Ihr korrekter Titel lautete daher Lady John Thynne.

## Veröffentlichungen
On the increase of Madrepores. In: Annals and Magazine of Natural History. Nr. 29. Taylor and Francis, London 1859, S. 449–461 (englisch, google.com).